# Graduate Studies in Mathematics
Graduate Studies in Mathematics (GSM) é uma série de livros-texto para graduados universitários em matemática, publicada pela American Mathematical Society (AMS). Estes livros tratam acerca de diferentes teorias, com autores notáveis das matemática, como por exemplo Ethan Akin, Martin Schechter e Terence Tao. Os livros nesta série estão publicados no formato de encadernação de capa dura ou em formato digital, somente na língua inglesa. Esta série de livros tem o código ISSN 1065-7338 Erro de parâmetro em {{ISSN}}: ISSN inválido..

## Lista de livros
- 1	The General Topology of Dynamical Systems, Ethan Akin (1993, ISBN 978-0-8218-4932-3)[2]
- 2	Combinatorial Rigidity, Jack Graver, Brigitte Servatius, Herman Servatius (1993, ISBN 978-0-8218-3801-3)
- 3	An Introduction to Gröbner Bases, William W. Adams, Philippe Loustaunau (1994, ISBN 978-0-8218-3804-4)
- 4	The Integrals of Lebesgue, Denjoy, Perron, and Henstock, Russell A. Gordon (1994, ISBN 978-0-8218-3805-1)
- 5	Algebraic Curves and Riemann Surfaces, Rick Miranda (1995, ISBN 978-0-8218-0268-7)
- 6	Lectures on Quantum Groups, Jens Carsten Jantzen (1996, ISBN 978-0-8218-0478-0)
- 7	Algebraic Number Fields, Gerald J. Janusz (1996, 2nd ed., ISBN 978-0-8218-0429-2)
- 8	Discovering Modern Set Theory. I: The Basics, Winfried Just, Martin Weese (1996, ISBN 978-0-8218-0266-3)
- 9	An Invitation to Arithmetic Geometry, Dino Lorenzini (1996, ISBN 978-0-8218-0267-0)
- 10	Representations of Finite and Compact Groups, Barry Simon (1996, ISBN 978-0-8218-0453-7)
- 11	Enveloping Algebras, Jacques Dixmier (1996, ISBN 978-0-8218-0560-2)
- 12	Lectures on Elliptic and Parabolic Equations in Hölder Spaces, N. V. Krylov (1996, ISBN 978-0-8218-0569-5)
- 13	The Ergodic Theory of Discrete Sample Paths, Paul C. Shields (1996, ISBN 978-0-8218-0477-3)
- 14	Analysis, Elliott H. Lieb, Michael Loss (2001, 2nd ed., ISBN 978-0-8218-2783-3)
- 15	Fundamentals of the Theory of Operator Algebras. Volume I: Elementary Theory, Richard V. Kadison, John R. Ringrose (1997, ISBN 978-0-8218-0819-1)[3]
- 16	Fundamentals of the Theory of Operator Algebras. Volume II: Advanced Theory, Richard V. Kadison, John R. Ringrose (1997, ISBN 978-0-8218-0820-7)[4]
- 17	Topics in Classical Automorphic Forms, Henryk Iwaniec (1997, ISBN 978-0-8218-0777-4)
- 18	Discovering Modern Set Theory. II: Set-Theoretic Tools for Every Mathematician, Winfried Just, Martin Weese (1997, ISBN 978-0-8218-0528-2)
- 19	Partial Differential Equations, Lawrence C. Evans (2010, 2nd ed., ISBN 978-0-8218-4974-3)
- 20	4-Manifolds and Kirby Calculus, Robert E. Gompf, András I. Stipsicz (1999, ISBN 978-0-8218-0994-5)
- 21	A Course in Operator Theory, John B. Conway (2000, ISBN 978-0-8218-2065-0)
- 22	Growth of Algebras and Gelfand-Kirillov Dimension, Günter R. Krause, Thomas H. Lenagan (2000, Revised ed., ISBN 978-0-8218-0859-7)
- 23	Foliations I, Alberto Candel, Lawrence Conlon (2000, ISBN 978-0-8218-0809-2)
- 24	Number Theory: Algebraic Numbers and Functions, Helmut Koch (2000, ISBN 978-0-8218-2054-4)
- 25	Dirac Operators in Riemannian Geometry, Thomas Friedrich (2000, ISBN 978-0-8218-2055-1)
- 26	An Introduction to Symplectic Geometry, Rolf Berndt (2001, ISBN 978-0-8218-2056-8)
- 27	A Course in Differential Geometry, Thierry Aubin (2001, ISBN 978-0-8218-2709-3)
- 28	Notes on Seiberg-Witten Theory, Liviu I. Nicolaescu (2000, ISBN 978-0-8218-2145-9)
- 29	Fourier Analysis, Javier Duoandikoetxea (2001, ISBN 978-0-8218-2172-5)
- 30	Noncommutative Noetherian Rings, J. C. McConnell, J. C. Robson (1987, ISBN 978-0-8218-2169-5)
- 31	Option Pricing and Portfolio Optimization: Modern Methods of Financial Mathematics, Ralf Korn, Elke Korn (2001, ISBN 978-0-8218-2123-7)
- 32	A Modern Theory of Integration, Robert G. Bartle (2001, ISBN 978-0-8218-0845-0)[5]
- 33	A Course in Metric Geometry, Dmitri Burago, Yuri Burago, Sergei Ivanov (2001, ISBN 978-0-8218-2129-9)
- 34	Differential Geometry, Lie Groups, and Symmetric Spaces, Sigurdur Helgason (2001, ISBN 978-0-8218-2848-9)
- 35	Lecture Notes in Algebraic Topology, James F. Davis, Paul Kirk (2001, ISBN 978-0-8218-2160-2)
- 36	Principles of Functional Analysis, Martin Schechter (2002, 2nd ed., ISBN 978-0-8218-2895-3)
- 37	Theta Constants, Riemann Surfaces and the Modular Group: An Introduction with Applications to Uniformization Theorems, Partition Identities and Combinatorial Number Theory, Hershel M. Farkas, Irwin Kra (2001, ISBN 978-0-8218-1392-8)
- 38	Stochastic Analysis on Manifolds, Elton P. Hsu (2002, ISBN 978-0-8218-0802-3)
- 39	Classical Groups and Geometric Algebra, Larry C. Grove (2002, ISBN 978-0-8218-2019-3)
- 40	Function Theory of One Complex Variable, Robert E. Greene, Steven G. Krantz (2006, 3rd ed., ISBN 978-0-8218-3962-1)
- 41	Introduction to the Theory of Differential Inclusions, Georgi V. Smirnov (2002, ISBN 978-0-8218-2977-6)
- 42	Introduction to Quantum Groups and Crystal Bases, Jin Hong, Seok-Jin Kang (2002, ISBN 978-0-8218-2874-8)
- 43	Introduction to the Theory of Random Processes, N. V. Krylov (2002, ISBN 978-0-8218-2985-1)
- 44	Pick Interpolation and Hilbert Function Spaces, Jim Agler, John E. McCarthy (2002, ISBN 978-0-8218-2898-4)
- 45	An Introduction to Measure and Integration, Inder K. Rana (2002, 2nd ed., ISBN 978-0-8218-2974-5)
- 46	Several Complex Variables with Connections to Algebraic Geometry and Lie Groups, Joseph L. Taylor (2002, ISBN 978-0-8218-3178-6)
- 47	Classical and Quantum Computation, A. Yu. Kitaev, A. H. Shen, M. N. Vyalyi (2002, ISBN 978-0-8218-3229-5)[6]
- 48	Introduction to the h-Principle, Y. Eliashberg, N. Mishachev (2002, ISBN 978-0-8218-3227-1)
- 49	Secondary Cohomology Operations, John R. Harper (2002, ISBN 978-0-8218-3270-7)
- 50	An Invitation to Operator Theory, Y. A. Abramovich, Charalambos D. Aliprantis (2002, ISBN 978-0-8218-2146-6)[7]
- 51	Problems in Operator Theory, Y. A. Abramovich, Charalambos D. Aliprantis (2002, ISBN 978-0-8218-2147-3)[7]
- 52	Global Analysis: Differential Forms in Analysis, Geometry and Physics, Ilka Agricola, Thomas Friedrich (2002, ISBN 978-0-8218-2951-6)
- 53	Spectral Methods of Automorphic Forms, Henryk Iwaniec (2002, 2nd ed., ISBN 978-0-8218-3160-1)
- 54	A Course in Convexity, Alexander Barvinok (2002, ISBN 978-0-8218-2968-4)
- 55	A Scrapbook of Complex Curve Theory, C. Herbert Clemens (2003, 2nd ed., ISBN 978-0-8218-3307-0)
- 56	A Course in Algebra, E. B. Vinberg (2003, ISBN 978-0-8218-3318-6)
- 57	Concise Numerical Mathematics, Robert Plato (2003, ISBN 978-0-8218-2953-0)
- 58	Topics in Optimal Transportation, Cédric Villani (2003, ISBN 978-0-8218-3312-4)
- 59	Representation Theory of Finite Groups: Algebra and Arithmetic, Steven H. Weintraub (2003, ISBN 978-0-8218-3222-6)
- 60	Foliations II, Alberto Candel, Lawrence Conlon (2003, ISBN 978-0-8218-0881-8)
- 61	Cartan for Beginners: Differential Geometry via Moving Frames and Exterior Differential Systems, Thomas A. Ivey, J. M. Landsberg (2003, ISBN 978-0-8218-3375-9)[8]
- 62	A Companion to Analysis: A Second First and First Second Course in Analysis, T. W. Körner (2004, ISBN 978-0-8218-3447-3)
- 63	Resolution of Singularities, Steven Dale Cutkosky (2004, ISBN 978-0-8218-3555-5)
- 64	Lectures on the Orbit Method, A. A. Kirillov (2004, ISBN 978-0-8218-3530-2)
- 65	Global Calculus, S. Ramanan (2005, ISBN 978-0-8218-3702-3)
- 66	Functional Analysis: An Introduction, Yuli Eidelman, Vitali Milman, Antonis Tsolomitis (2004, ISBN 978-0-8218-3646-0)
- 67	Introduction to Quadratic Forms over Fields, T.Y. Lam (2005, ISBN 978-0-8218-1095-8)
- 68	A Geometric Approach to Free Boundary Problems, Luis Caffarelli, Sandro Salsa (2005, ISBN 978-0-8218-3784-9)
- 69	Curves and Surfaces, Sebastián Montiel, Antonio Ros (2009, 2nd ed., ISBN 978-0-8218-4763-3)
- 70	Probability Theory in Finance: A Mathematical Guide to the Black-Scholes Formula, Seán Dineen (2013, 2nd ed., ISBN 978-0-8218-9490-3)
- 71	Modern Geometric Structures and Fields, S. P. Novikov, I. A. Taimanov (2006, ISBN 978-0-8218-3929-4)
- 72	Introduction to the Mathematics of Finance, Ruth J. Williams (2006, ISBN 978-0-8218-3903-4)
- 73	Graduate Algebra: Commutative View, Louis Halle Rowen (2006, ISBN 978-0-8218-0570-1)
- 74	Elements of Combinatorial and Differential Topology, V. V. Prasolov (2006, ISBN 978-0-8218-3809-9)
- 75	Applied Asymptotic Analysis, Peter D. Miller (2006, ISBN 978-0-8218-4078-8)
- 76	Measure Theory and Integration, Michael E. Taylor (2006, ISBN 978-0-8218-4180-8)
- 77	Hamilton's Ricci Flow, Bennett Chow, Peng Lu, Lei Ni (2006, ISBN 978-0-8218-4231-7)
- 78	Linear Algebra in Action, Harry Dym (2013, 2nd ed., ISBN 978-1-4704-0908-1)
- 79	 Modular Forms, a Computational Approach, William A. Stein (2007, ISBN 978-0-8218-3960-7)
- 80	Probability, Davar Khoshnevisan (2007, ISBN 978-0-8218-4215-7)
- 81	Elements of Homology Theory, V. V. Prasolov (2007, ISBN 978-0-8218-3812-9)[9]
- 82	Pseudo-differential Operators and the Nash-Moser Theorem, Serge Alinhac, Patrick Gérard (2007, ISBN 978-0-8218-3454-1)
- 83	Functions of Several Complex Variables and Their Singularities, Wolfgang Ebeling (2007, ISBN 978-0-8218-3319-3)
- 84	Cones and Duality, Charalambos D. Aliprantis, Rabee Tourky (2007, ISBN 978-0-8218-4146-4)
- 85	Recurrence and Topology, John M. Alongi, Gail S. Nelson (2007, ISBN 978-0-8218-4234-8)
- 86	Lectures on Analytic Differential Equations, Yulij Ilyashenko, Sergei Yakovenko (2008, ISBN 978-0-8218-3667-5)
- 87	Twenty-Four Hours of Local Cohomology, Srikanth B. Iyengar, Graham J. Leuschke, Anton Leykin, Claudia Miller, Ezra Miller, Anurag K. Singh, Uli Walther (2007, ISBN 978-0-8218-4126-6)
- 88	C∗-Algebras and Finite-Dimensional Approximations, Nathanial P. Brown, Narutaka Ozawa (2008, ISBN 978-0-8218-4381-9)
- 89	A Course on the Web Graph, Anthony Bonato (2008, ISBN 978-0-8218-4467-0)
- 90	Basic Quadratic Forms, Larry J. Gerstein (2008, ISBN 978-0-8218-4465-6)
- 91	Graduate Algebra: Noncommutative View, Louis Halle Rowen (2008, ISBN 978-0-8218-4153-2)[10]
- 92	Finite Group Theory, I. Martin Isaacs (2008, ISBN 978-0-8218-4344-4)
- 93	Topics in Differential Geometry, Peter W. Michor (2008, ISBN 978-0-8218-2003-2)
- 94	Representations of Semisimple Lie Algebras in the BGG Category O, James E. Humphreys (2008, ISBN 978-0-8218-4678-0)
- 95	Quantum Mechanics for Mathematicians, Leon A. Takhtajan (2008, ISBN 978-0-8218-4630-8)
- 96	Lectures on Elliptic and Parabolic Equations in Sobolev Spaces, N. V. Krylov (2008, ISBN 978-0-8218-4684-1)
- 97	Complex Made Simple, David C. Ullrich (2008, ISBN 978-0-8218-4479-3)
- 98	Discrete Differential Geometry: Integrable Structure, Alexander I. Bobenko, Yuri B. Suris (2008, ISBN 978-0-8218-4700-8)
- 99	Mathematical Methods in Quantum Mechanics: With Applications to Schrödinger Operators, Gerald Teschl (2009, ISBN 978-0-8218-4660-5)[11]
- 100 Algebra: A Graduate Course, I. Martin Isaacs (1994, ISBN 978-0-8218-4799-2)
- 101 A Course in Approximation Theory, Ward Cheney, Will Light (2000, ISBN 978-0-8218-4798-5)
- 102 Introduction to Fourier Analysis and Wavelets, Mark A. Pinsky (2002, ISBN 978-0-8218-4797-8)
- 103 Configurations of Points and Lines, Branko Grünbaum (2009, ISBN 978-0-8218-4308-6)
- 104 Algebra: Chapter 0, Paolo Aluffi (2009, ISBN 978-0-8218-4781-7)
- 105 A First Course in Sobolev Spaces, Giovanni Leoni (2009, ISBN 978-0-8218-4768-8)[12]
- 106 Embeddings in Manifolds, Robert J. Daverman, Gerard A. Venema (2009, ISBN 978-0-8218-3697-2)
- 107 Manifolds and Differential Geometry, Jeffrey M. Lee (2009, ISBN 978-0-8218-4815-9)
- 108 Mapping Degree Theory, Enrique Outerelo, Jesús M. Ruiz (2009, ISBN 978-0-8218-4915-6)
- 109 Training Manual on Transport and Fluids, John C. Neu (2010, ISBN 978-0-8218-4083-2)
- 110 Differential Algebraic Topology: From Stratifolds to Exotic Spheres, Matthias Kreck (2010, ISBN 978-0-8218-4898-2)
- 111 Ricci Flow and the Sphere Theorem, Simon Brendle (2010, ISBN 978-0-8218-4938-5)
- 112 Optimal Control of Partial Differential Equations: Theory, Methods and Applications, Fredi Troltzsch (2010, ISBN 978-0-8218-4904-0)
- 113 Continuous Time Markov Processes: An Introduction, Thomas M. Liggett (2010, ISBN 978-0-8218-4949-1)
- 114 Advanced Modern Algebra, Joseph J. Rotman (2010, 2nd ed., ISBN 978-0-8218-4741-1)[13]
- 115 An Introductory Course on Mathematical Game Theory, Julio González-Díaz, Ignacio García-Jurado, M. Gloria Fiestras-Janeiro (2010, ISBN 978-0-8218-5151-7)
- 116 Linear Functional Analysis, Joan Cerdà (2010, ISBN 978-0-8218-5115-9)
- 117 An Epsilon of Room, I: Real Analysis: pages from year three of a mathematical blog, Terence Tao (2010, ISBN 978-0-8218-5278-1)
- 118 Dynamical Systems and Population Persistence, Hal L. Smith, Horst R. Thieme (2011, ISBN 978-0-8218-4945-3)
- 119 Mathematical Statistics: Asymptotic Minimax Theory, Alexander Korostelev, Olga Korosteleva (2011, ISBN 978-0-8218-5283-5)
- 120 A Basic Course in Partial Differential Equations, Qing Han (2011, ISBN 978-0-8218-5255-2)
- 121 A Course in Minimal Surfaces, Tobias Holck Colding, William P. Minicozzi II (2011, ISBN 978-0-8218-5323-8)
- 122 Algebraic Groups and Differential Galois Theory, Teresa Crespo, Zbigniew Hajto (2011, ISBN 978-0-8218-5318-4)
- 123 Lectures on Linear Partial Differential Equations, Gregory Eskin (2011, ISBN 978-0-8218-5284-2)
- 124 Toric Varieties, David A. Cox, John B. Little, Henry K. Schenck (2011, ISBN 978-0-8218-4819-7)
- 125 Riemann Surfaces by Way of Complex Analytic Geometry, Dror Varolin (2011, ISBN 978-0-8218-5369-6)
- 126 An Introduction to Measure Theory, Terence Tao (2011, ISBN 978-0-8218-6919-2)
- 127 Modern Classical Homotopy Theory, Jeffrey Strom (2011, ISBN 978-0-8218-5286-6)
- 128 Tensors: Geometry and Applications, J. M. Landsberg (2012, ISBN 978-0-8218-6907-9)
- 129 Classical Methods in Ordinary Differential Equations: With Applications to Boundary Value Problems, Stuart P. Hastings, J. Bryce McLeod (2012, ISBN 978-0-8218-4694-0)
- 130 Gröbner Bases in Commutative Algebra, Viviana Ene, Jürgen Herzog (2011, ISBN 978-0-8218-7287-1)
- 131 Lie Superalgebras and Enveloping Algebras, Ian M. Musson (2012, ISBN 978-0-8218-6867-6)
- 132 Topics in Random Matrix Theory, Terence Tao (2012, ISBN 978-0-8218-7430-1)
- 133 Hyperbolic Partial Differential Equations and Geometric Optics, Jeffrey Rauch (2012, ISBN 978-0-8218-7291-8)
- 134 Analytic Number Theory: Exploring the Anatomy of Integers, Jean-Marie De Koninck, Florian Luca (2012, ISBN 978-0-8218-7577-3)
- 135 Linear and Quasi-linear Evolution Equations in Hilbert Spaces, Pascal Cherrier, Albert Milani (2012, ISBN 978-0-8218-7576-6)
- 136 Regularity of Free Boundaries in Obstacle-Type Problems, Arshak Petrosyan, Henrik Shahgholian, Nina Uraltseva (2012, ISBN 978-0-8218-8794-3)
- 137 Ordinary Differential Equations: Qualitative Theory, Luis Barreira, Claudia Valls (2012, ISBN 978-0-8218-8749-3)
- 138 Semiclassical Analysis, Maciej Zworski (2012, ISBN 978-0-8218-8320-4)
- 139 Knowing the Odds: An Introduction to Probability, John B. Walsh (2012, ISBN 978-0-8218-8532-1)
- 140 Ordinary Differential Equations and Dynamical Systems, Gerald Teschl (2012, ISBN 978-0-8218-8328-0)
- 141 A Course in Abstract Analysis, John B. Conway (2012, ISBN 978-0-8218-9083-7)
- 142 Higher Order Fourier Analysis, Terence Tao (2012, ISBN 978-0-8218-8986-2)
- 143 Lecture Notes on Functional Analysis: With Applications to Linear Partial Differential Equations, Alberto Bressan (2013, ISBN 978-0-8218-8771-4)
- 144 Dualities and Representations of Lie Superalgebras, Shun-Jen Cheng, Weiqiang Wang (2012, ISBN 978-0-8218-9118-6)
- 145 The K-book: An Introduction to Algebraic K-theory, Charles A. Weibel (2013, ISBN 978-0-8218-9132-2)
- 146 Combinatorial Game Theory, Aaron N. Siegel (2013, ISBN 978-0-8218-5190-6)
- 147 Matrix Theory, Xingzhi Zhan (2013, ISBN 978-0-8218-9491-0)
- 148 Introduction to Smooth Ergodic Theory, Luis Barreira, Yakov Pesin (2013, ISBN 978-0-8218-9853-6)
- 149 Mathematics of Probability, Daniel W. Stroock (2013, ISBN 978-1-4704-0907-4)
- 150 The Joys of Haar Measure, Joe Diestel, Angela Spalsbury (2013, ISBN 978-1-4704-0935-7)
- 151 Introduction to 3-Manifolds, Jennifer Schultens (2014, ISBN 978-1-4704-1020-9)
- 152 An Introduction to Extremal Kähler Metrics, Gábor Székelyhidi (2014, ISBN 978-1-4704-1047-6)
- 153 Hilbert's Fifth Problem and Related Topics, Terence Tao (2014, ISBN 978-1-4704-1564-8)
- 154 A Course in Complex Analysis and Riemann Surfaces, Wilhelm Schlag (2014, ISBN 978-0-8218-9847-5)
- 155 An Introduction to the Representation Theory of Groups, Emmanuel Kowalski (2014, ISBN 978-1-4704-0966-1)
- 156 Functional Analysis: An Elementary Introduction, Markus Haase (2014, ISBN 978-0-8218-9171-1)
- 157 Mathematical Methods in Quantum Mechanics: With Applications to Schrödinger Operators, Gerald Teschl (2014, 2nd ed., ISBN 978-1-4704-1704-8)
- 158 Dynamical Systems and Linear Algebra, Fritz Colonius, Wolfgang Kliemann (2014, ISBN 978-0-8218-8319-8)
- 159 The Role of Nonassociative Algebra in Projective Geometry, John R. Faulkner (2014, ISBN 978-1-4704-1849-6)
- 160 A Course in Analytic Number Theory, Marius Overholt (2014, ISBN 978-1-4704-1706-2)
- 161 Introduction to Tropical Geometry, Diane Maclagan, Bernd Sturmfels (2015, ISBN 978-0-8218-5198-2)
- 162 A Course on Large Deviations with an Introduction to Gibbs Measures, Firas Rassoul-Agha, Timo Seppäläinen (2015, ISBN 978-0-8218-7578-0)
- 163 Introduction to Analytic and Probabilistic Number Theory, Gérald Tenenbaum (2015, 3rd ed., ISBN 978-0-8218-9854-3)
- 164 Expansion in Finite Simple Groups of Lie Type, Terence Tao (2015, ISBN 978-1-4704-2196-0)
- 165 Advanced Modern Algebra, Part 1, Joseph J. Rotman (2015, 3rd ed., ISBN 978-1-4704-1554-9)[14]
- 166 Problems in Real and Functional Analysis, Alberto Torchinsky (2015, ISBN 978-1-4704-2057-4)
- 167 Singular Perturbation in the Physical Sciences, John C. Neu (2015, ISBN 978-1-4704-2555-5)
- 168 Random Operators: Disorder Effects on Quantum Spectra and Dynamics, Michael Aizenman, Simone Warzel (2015, ISBN 978-1-4704-1913-4)
- 169 Partial Differential Equations: An Accessible Route through Theory and Applications, András Vasy (2015, ISBN 978-1-4704-1881-6)
- 170 Colored Operads, Donald Yau (2016, ISBN 978-1-4704-2723-8)
- 171 Nonlinear Elliptic Equations of the Second Order, Qing Han (2016, ISBN 978-1-4704-2607-1)
- 172 Combinatorics and Random Matrix Theory, Jinho Baik, Percy Deift, Toufic Suidan (2016, ISBN 978-0-8218-4841-8)
- 173 Differentiable Dynamical Systems: An Introduction to Structural Stability and Hyperbolicity, Lan Wen (2016, ISBN 978-1-4704-2799-3)
- 174 Quiver Representations and Quiver Varieties, Alexander Kirillov Jr. (2016, ISBN 978-1-4704-2307-0)
- 175 Cartan for Beginners: Differential Geometry via Moving Frames and Exterior Differential Systems, Thomas A. Ivey, Joseph M. Landsberg (2016, 2nd ed., ISBN 978-1-4704-0986-9)
- 176 Ordered Groups and Topology, Adam Clay, Dale Rolfsen (2016, ISBN 978-1-4704-3106-8)
- 177 Differential Galois Theory through Riemann-Hilbert Correspondence: An Elementary Introduction, Jacques Sauloy (2016, ISBN 978-1-4704-3095-5)
- 178 From Frenet to Cartan: The Method of Moving Frames, Jeanne N. Clelland (2017, ISBN 978-1-4704-2952-2)
- 179 Modular Forms: A Classical Approach, Henri Cohen, Fredrik Strömberg (2017, ISBN 978-0-8218-4947-7)
- 180 Advanced Modern Algebra, Part 2, Joseph J. Rotman (2017, 3rd ed., ISBN 978-1-4704-2311-7)[14]
- 181 A First Course in Sobolev Spaces, Giovanni Leoni (2017, 2nd ed., ISBN 978-1-4704-2921-8)
- 182 Nonlinear PDEs: A Dynamical Systems Approach, Guido Schneider, Hannes Uecker (2017, ISBN 978-1-4704-3613-1)
- 183 Separable Algebras, Timothy J. Ford (2017, ISBN 978-1-4704-3770-1)
- 184 An Introduction to Quiver Representations, Harm Derksen, Jerzy Weyman (2017, ISBN 978-1-4704-2556-2)
- 185 Braid Foliations in Low-Dimensional Topology, Douglas J. LaFountain, William W. Menasco (2017, ISBN 978-1-4704-3660-5)
- 186 Rational Points on Varieties, Bjorn Poonen (2017, ISBN 978-1-4704-3773-2)
- 187 Introduction to Global Analysis: Minimal Surfaces in Riemannian Manifolds, John Douglas Moore (2017, ISBN 978-1-4704-2950-8)
- 188 Introduction to Algebraic Geometry, Steven Dale Cutkosky (2018, ISBN 978-1-4704-3518-9)
- 189 Characters of Solvable Groups, I. Martin Isaacs (2018, ISBN 978-1-4704-3485-4)
- 190 Lectures on Finite Fields, Xiang-dong Hou (2018, ISBN 978-1-4704-4289-7)
- 191 Functional Analysis, Theo Bühler, Dietmar A. Salamon (2018, ISBN 978-1-4704-4190-6)
- 192 Lectures on Navier-Stokes Equations, Tai-Peng Tsai (2018, ISBN 978-1-4704-3096-2)
- 193 A Tour of Representation Theory, Martin Lorenz (2018, ISBN 978-1-4704-3680-3)
- 194 Algebraic Statistics, Seth Sullivant (2018, ISBN 978-1-4704-3517-2)
- 195 Combinatorial Reciprocity Theorems:An Invitation to Enumerative Geometric Combinatorics, Matthias Beck, Raman Sanyal (2018, ISBN 978-1-4704-2200-4)
- 196 Convection-Diffusion Problems:An Introduction to Their Analysis and Numerical Solution, Martin Stynes, David Stynes (2018, ISBN 978-1-4704-4868-4)
- 197 A Course on Partial Differential Equations, Walter Craig (2018, ISBN 978-1-4704-4292-7)
- 198 Dynamics in One Non-Archimedean Variable, Robert L Benedetto (2019, ISBN 978-1-4704-4688-8)
- 199 Applied Stochastic Analysis, Weinan E, Tiejun Li, Eric Vanden-Eijnden (2019, ISBN 978-1-4704-4933-9)
- 200 Mathematical Theory of Scattering Resonances, Semyon Dyatlov, Maciej Zworski (2019, ISBN 978-1-4704-4366-5)
- 201 Geometric Relativity, Dan A Lee (2019, ISBN 978-1-4704-5081-6)
- 202 Introduction to Complex Analysis, Michael E Taylor (2019, ISBN 978-1-4704-5286-5)